# Яна (буддизм)
Яна (санскр. यान, yāna IAST; кит.: 乘, шен; кор. 승, син; яп. じょう, дзьо; в'єт. thừa; тиб. gsum) — шлях, засіб, рух духовної практики в буддизмі, завдяки якому досягають просвітлення. Вказівна назва групи буддійських шкіл, які дотримуються певної практики. Перекладається як «колісниця». Серед ян виділяють:
- Махаяну — «велику колісницю»
- Хінаяну — «малу колісницю»
- Ваджраяну — «діамантову колісницю»

також менш відомі:
- Шравакаяну — «колісницю учнівства».
- Пратьякабуддхаяну — «колісницю пратьяка-будди».

## Ведичне походження Яна як духовної подорожі
Використання yāna як назви або для позначення духовної подорожі може датуватися Ṛgveda, можливо складеною приблизно в 1500 р. до н.е., де в 10-й мандалі міститься кілька посилань на devayāna (перекладачі зазвичай передають це як «шлях богів» або подібне) і одне посилання на pitṛyāna («шлях батьків»). Перший вірш похоронного гімну Рґведи (10.18) перекладається приблизно як «О Смерте, йди іншим шляхом, який відрізняється від шляху богів» (paraṃ mṛtyo anu parehi panthāṃ yaste sva itaro devayānāt). «Іншим шляхом» є pitṛyāna, про який згадується в гімні 10.2 і згадується в 10.14 і 1016
[уточнити термін]
Деваяна та пітріяна еволюціонували від стародавньої ригведичної турботи про безсмертя до класичної індуїстської турботи про припинення сансаричного існування. Упанішади, які коментують Веди, містять додаткові посилання на деваяну та пітріяну. Серед інших відмінностей пітряна вказувала на релігійні обряди сільських жителів, а деваяна — на обряди відлюдників, які живуть у лісі. Bṛhadaraṇyaka Upanishad (II.iv.11 і IV.v.12[уточнити термін] також згадує екаяну, зокрема у фразі vedānāṃ vāk ekayānam, де ekayānam означає «одну подорож». Фраза перекладається приблизно як «Священні Веди — інтонація — (це) одна подорож/пункт призначення», у тому ж значенні, що подорож річки до океану.

## Яна в ранніх буддійських текстах
Яна є одним із десяти рекомендованих подарунків (дана), які мирянин може належним чином дати ченцю чи затворнику, у сенсі надання автомобіля чи транспорту (наприклад, див. DN 7.33/PTS: A iv 59 та DN 10.177/PTS: A v 269
[уточнити термін]
Найдавнішим явним буддистським використанням «-yāna» в метафоричному значенні подорожі до пробудження може бути термін dhammayānam, «колісниця дхарми» (SN IV.4[уточнити термін]), де сам транспортний засіб служить розширеною метафорою Вісімкового шляху. Різні частини колісниці представляють аспекти Шляху (magga), напр. осі символізують медитацію, візник представляє уважність і так далі.
Таким чином, метафоричне використання яна у значенні транспортного засобу (на відміну від шляху) виникло з буддійського контексту, і це трапилось відносно рано в еволюції буддизму. Тим не менш, хоча палійський канон дуже багатий зображеннями коліс (cakka) і доріжок (magga) як метафор подорожі до пробудження, палійський канон рідко використовує для цієї мети термін yāna.
Відповідно до Фуджіти Котацу, термін «Три колісниці» не зустрічається в трипітаці Палі, однак відповідні терміни (trîni yânâni, triyâna, yânatraya) використовуються в Екоттара Агама, Махавасту та Махавібхаша Шастра. У цих текстах три колеса включають шравакаяну, пратьєкабуддаяну та буддаяну.[джерело?]

## Використання
У буддизмі та індуїзмі і yāna, і mārga (дорога або шлях) є метафорами, що зображують духовну практику як шлях або подорож. Стародавні тексти обох релігій обговорюють доктрини та практики, пов’язані з різними янами. У буддизмі yāna часто розширює метафору духовного шляху ідеєю різних транспортних засобів, які переміщують людину цим шляхом. Метафора yāna/mārga, поширена в буддизмі та інших традиціях, є аналогом китайської метафори Дао: хоча Дао є Шляхом як кінцевою метою, а не лише мистецтвом пошуку шляху. Діалогічні духовні традиції індійської та китайської культури містять спільні культурні меми.